# Toxicidad de las resinas dentales (composite)
La biocompatibilidad de las resinas dentales (composite) se refiere al análisis de los materiales dentales utilizados en la odontología para determinar si reúnen los requisitos indispensables de biocompatibilidad, bioestabilidad y funcionalidad, con el fin de evitar efectos sistémicos adversos en pacientes.
Los materiales biocompatibles asumen la función de los tejidos en los órganos naturales para imitar las propiedades de dichos tejidos en su ambiente natural. En épocas recientes dentro de la odontología, se están utilizando materiales más estéticos para satisfacer la demanda del estándar de belleza actual, incluso en decremento de otras propiedades más importantes como serían; la resistencia del material, su durabilidad y su biocompatibilidad. Tal es el caso de la resina dental compuesta (composite). 

## Historia
En odontología, diversos materiales son empleados tanto con fines preventivos como restaurativos, dando importancia vital en la estética de estos materiales por lo que el uso de las resinas compuestas o composites, es común para satisfacer necesidades de carácter estético.
En principio, la resina dental se presentó como un sustituto eficaz y estético a la amalgama dental, en 1962 el Dr. Ray L. Bowen, de la Unidad de investigación de la American Dental Association ADA, desarrolló un nuevo tipo de resina compuesta, el bisfenol A glidicil metacrilato (bis-GMA), una resina dimetacrilato, partículas de relleno y un agente de conexión de silano orgánico que producía la adhesión entre las partículas de relleno y la matriz de resina. Actualmente hay en el mercado más tipos de matriz de resina y de rellenos, como es el caso del trietilenglicol dimetacrilato (TEGDMA), y el dimetacrilato de uretano (UDMA), su uso se volvió muy común, desplazando en parte el uso de la amalgama dental, aunque se discutió relativamente poco acerca de su biocompatibilidad.
Dado el uso tan ampliamente difundido y comercializado  en la práctica clínica de estos composites es importante conocer las interacciones de los materiales que la conforman con el sistema biológico humano. Los ensayos in vitro son estudios prácticos y útiles para evaluar los efectos potencialmente nocivos.

## Biocompatibilidad
La biocompatibilidad de este material depende de dos cosas, la liberación de sus componentes mediante erosión y abrasión, y la estructura final de la superficie.
Varios autores han reportado la correlación entre el aumento de formación de placa dental e irritación gingival adyacente a las restauraciones hechas con resina.
El verdadero problema viene con liberación de sustancias de la matriz de resina, que inducen efectos locales en los tejidos (pulpa, mucosa oral y las encías) y también efectos sistémicos adversos.
La abrasión y erosión provocan que se liberen sustancias tales como monómeros no polimerizados (el grado de conversión en la aplicación de resinas en el campo clínico no llega al 80%), además de iniciadores, estabilizadores e inhibidores (canforoquinona, peróxido de benzoílo, etcétera).

## Citotoxicidad
La resina dental es ampliamente utilizada en la actualidad como material de restauración estético por la mayoría de los odontólogos, sin embargo es importante conocer los riesgos que esto implica, debido a las sustancias que forman su matriz orgánica, que ha demostrado tener efectos de citotoxicidad y genotoxicidad.
Se han realizados estudios altamente sofisticados que emplean las actuales técnicas de biología molecular para determinar el riesgo potencial de la naturaleza química de  estas sustancias que incluye la identificación de riesgos, análisis dosis-respuesta, la respuesta y reparación celular, análisis genotoxico y efectos potencialmente mutagenicos.
La citotoxicidad de las sustancias liberadas por las resinas se da una vez absorbidas por el organismo, estas sustancias pueden interactuar química y osmóticamente con los eritrocitos, llevándolos a liberar su hemoglobina teniendo así, un efecto hemolítico.
Además hay estudios que demuestran la genotoxicidad de la matriz de resina en las células.

## Genotoxicidad
En estudios hechos en células in vivo se ha demostrado que el uso de ciertos monómeros puede causar un daño en el ADN y puede haber efectos de genotoxicidad, los monómeros de HEMA y el TEGMA son hasta ahora los que se han demostrato que tienen el mayor índice de genotoxicidad.
La degradación de la resina puede efectuarse mediante influencia química, mecánica y/o térmica. Por ejemplo se han encontrado que derivados biológicos como la colinesterasa y la pseudocolinesterasa pueden degradar el monómero de los compuestos de la resina, esto ocurre posterior a la liberación de las sustancias del metacrilato durante la polimerización.
La degradación de los metacrilatos resulta de la liberación de diferentes tipos de productos tales como la formación del formaldehído vía oxidación, la formación de ácido metacrílico y otras moléculas las cuales dependen de la sustancia química a degradar.
La degradación de estos productos tóxicos, ha reportado en estudios realizados en animales in vivo; que el monómero de  HEMA y TEGMA administrado en diferentes vías (oral, subcutáneo e intravenoso), fueron eliminadas completamente 24 horas posteriores a su administración, la ruta de excreción fue la vía urinaria y heces fecales.
El bisfenol A (otra molécula proveniente de la degradación) se ha identificado en saliva y orina (de pacientes donadores de estas muestras biológicas a quienes se les colocaron composites) entre una y veinticuatro horas después de la colocación de la restauración.

## La alternativa a los composites
En respuesta a los problemas asociados al uso de composites en tratamientos dentales, se están llevando a cabo investigaciones para crear lo que se ha dado en llamar "esmalte dental artificial", una sustancia que a nivel químico es idéntico al natural. Se piensa que en un futuro próximo estas sustancias reemplazarán por completo a los composites.